# تشارلز كابوتو
تشارلز كابوتو هو سياسي أمريكي، ولد في 21 مارس 1912 في بيتسبرغ في الولايات المتحدة، وتوفي في 14 سبتمبر 1986 في هاريسبرج في الولايات المتحدة. نشط حزبياً في الحزب الديمقراطي. وقد انتخب عضو مجلس نواب بنسيلفانيا ‏.